# Mansión de Tāšu-Padure
Tāšu-Padure (Schloss Tels-Paddern; Tāšu-Padures muižas pils) se localiza en la parroquia de Kalvene, municipio de Kurzeme, Letonia. Perteneció a la familia von Keyserling y alberga la escuela elemental de Kalvene desde 1922.
El escritor alemán del Báltico Eduard von Keyserling nació y se crio en el castillo.

## Historia
El castillo fue construido en la primera mitad del siglo XIX por la familia von Korff en arquitectura clasicista.
Fue adquirida por la familia von Keyserling en 1852.
La mansión fue rodeada por un parque de 10 hectáreas y sirvió como residencia de verano y pabellón de caza.
El Conde Eduard von Keyserling nació en Tāšu-Padure en 1855 y pasó su infancia en el castillo.
Después de la independencia de Letonia en 1918 y que la ley de expropiación fuera aprobada por la Asamblea Constituyente de Letonia el 16 de septiembre de 1920, los Keyserlings fueron expropiados y el edificio fue transformado en una escuela en 1922.